# Division I 2014-2015 (pallacanestro maschile)
La Basketball League Belgium Division I 2014-2015, nota anche come Ligue Ethias 2014-2015, è stata l'88ª edizione del massimo campionato belga di pallacanestro maschile. Detentore del titolo è l'Ostenda.

## Regolamento
Rispetto alla passata stagione, le formazioni sono passate da 10 a 11 per l'inserimento del Limburg United. Questo cambiamento ha portato ad una modifica del format del torneo.
Le 11 squadre partecipanti disputano una Prima fase composta da un girone all'italiana, con partite d'andata e ritorno, per un totale di 22 giornate (20 gare disputate da ciascuna squadra). Al termine di questa prima fase, le formazioni vengono suddivise in due gruppi: in uno le formazioni dal 1º al 6º posto, nell'altro quelle classificatesi dalla 7ª all'11ª posizione. Al termine della Seconda fase le prime otto classificate sono ammesse ai play-off per il titolo. Non sono previste retrocessioni.

## Regular season
|  |     | Squadra                       | P.ti | G  | V  | P  | Qualificazione |
|  | --- | ----------------------------- | ---- | -- | -- | -- | -------------- |
|  | 1.  | Telenet Oostende              | 37   | 20 | 17 | 3  | gruppo A       |
|  | 2.  | Port of Antwerp Giants        | 33   | 20 | 13 | 7  | gruppo A       |
|  | 3.  | Okapi Aalstar                 | 32   | 20 | 12 | 8  | gruppo A       |
|  | 4.  | Belfius Mons-Hainaut          | 32   | 20 | 12 | 8  | gruppo A       |
|  | 5.  | Hubo Limburg United           | 32   | 20 | 12 | 8  | gruppo A       |
|  | 6.  | Proximus Spirou               | 31   | 20 | 11 | 9  | gruppo A       |
|  | 7.  | Basic-Fit Brussels            | 29   | 20 | 9  | 11 | gruppo B       |
|  | 8.  | betFirst Liège Basket         | 29   | 20 | 9  | 11 | gruppo B       |
|  | 9.  | VOO Wolves Verviers-Pepinster | 28   | 20 | 8  | 12 | gruppo B       |
|  | 10. | Kangoeroes Willebroek         | 24   | 20 | 4  | 16 | gruppo B       |
|  | 11. | Stella Artois Leuven Bears    | 23   | 20 | 3  | 17 | gruppo B       |

## Seconda fase

### Gruppo A
|  |    | Squadra                | P.ti | G  | V  | P  | PF   | PS   | Diff. | Qualificazione |
|  | -- | ---------------------- | ---- | -- | -- | -- | ---- | ---- | ----- | -------------- |
|  | 1. | Telenet Oostende       | 56   | 30 | 26 | 4  | 2516 | 2193 | +323  | playoffs       |
|  | 2. | Okapi Aalstar          | 47   | 30 | 17 | 13 | 2561 | 2514 | +47   | playoffs       |
|  | 3. | Belfius Mons-Hainaut   | 47   | 30 | 17 | 13 | 2288 | 2217 | +71   | playoffs       |
|  | 4. | Hubo Limburg United    | 46   | 30 | 16 | 14 | 2521 | 2500 | +21   | playoffs       |
|  | 5. | Proximus Spirou        | 46   | 30 | 16 | 14 | 2267 | 2228 | +39   | playoffs       |
|  | 6. | Port of Antwerp Giants | 45   | 30 | 15 | 15 | 2568 | 2540 | +28   | playoffs       |

### Gruppo B
|  |    | Squadra                       | P.ti | G  | V  | P  | PF   | PS   | Diff. | Qualificazione |
|  | -- | ----------------------------- | ---- | -- | -- | -- | ---- | ---- | ----- | -------------- |
|  | 1. | betFirst Liège Basket         | 48   | 28 | 15 | 13 | 2319 | 2335 | -16   | playoffs       |
|  | 2. | VOO Wolves Verviers-Pepinster | 47   | 28 | 13 | 15 | 2215 | 2289 | -74   | playoffs       |
|  | 3. | Kangoeroes Basket Willebroek  | 44   | 28 | 11 | 17 | 2205 | 2316 | -111  |                |
|  | 4. | Basic-Fit Brussels            | 40   | 28 | 10 | 18 | 2248 | 2319 | -71   |                |
|  | 5. | Stella Artois Leuven Bears    | 36   | 28 | 4  | 24 | 2108 | 2365 | -257  |                |

## Playoff

### Tabellone
|  | Quarti di finale | Quarti di finale    | Quarti di finale |              |                | Semifinali    | Semifinali | Semifinali |  |  | Finali | Finali  | Finali |
|  |                  |                     |                  |              |                |               |            |            |  |  |        |         |        |
|  | 1.               | Ostenda             | 2                |              |                |               |            |            |  |  |        |         |        |
|  | 8.               | Wolves V.-Pepinster | 0                |              |                |               |            |            |  |  |        |         |        |
|  | 8.               | Wolves V.-Pepinster | 0                |              | 1.             | Ostenda       | 3          |            |  |  |        |         |        |
|  |                  |                     |                  |              | 1.             | Ostenda       | 3          |            |  |  |        |         |        |
|  |                  | 5.                  | Spirou Charleroi | 1            |                |               |            |            |  |  |        |         |        |
|  | 4.               | 5.                  | Spirou Charleroi | 1            | Limburg United | 0             |            |            |  |  |        |         |        |
|  | 4.               |                     |                  |              | Limburg United | 0             |            |            |  |  |        |         |        |
|  | 5.               | Spirou Charleroi    | 2                |              |                |               |            |            |  |  |        |         |        |
|  |                  |                     |                  |              |                |               |            |            |  |  | 1.     | Ostenda | 3      |
|  |                  |                     | 3.               | Mons-Hainaut | 1              |               |            |            |  |  |        |         |        |
|  | 2.               | Okapi Aalstar       | 2                |              |                |               |            |            |  |  |        |         |        |
|  | 7.               | Liegi               | 1                |              |                |               |            |            |  |  |        |         |        |
|  | 7.               | Liegi               | 1                |              | 2.             | Okapi Aalstar | 1          |            |  |  |        |         |        |
|  |                  |                     |                  |              | 2.             | Okapi Aalstar | 1          |            |  |  |        |         |        |
|  |                  | 3.                  | Mons-Hainaut     | 3            |                |               |            |            |  |  |        |         |        |
|  | 3.               | 3.                  | Mons-Hainaut     | 3            | Mons-Hainaut   | 2             |            |            |  |  |        |         |        |
|  | 3.               |                     |                  |              | Mons-Hainaut   | 2             |            |            |  |  |        |         |        |
|  | 6.               | Anversa Giants      | 1                |              |                |               |            |            |  |  |        |         |        |

| Basketball League Belgium Division I 2014-2015 |
| ---------------------------------------------- |
| Ostenda 16º titolo                             |

## Formazione vincitrice
| N° | Naz.                   | Ruolo | Sportivo              |  | Alt. |  |
| -- | ---------------------- | ----- | --------------------- |  | ---- |  |
|    | Belgio (bandiera)      | P     | Guy Muya              |  | 193  |  |
|    | Stati Uniti (bandiera) | AG    | Dominique Archie      |  | 201  |  |
|    | Polonia (bandiera)     | GA    | Mateusz Ponitka       |  | 196  |  |
|    | Serbia (bandiera)      | G     | Dušan Đorđević        |  | 195  |  |
|    | Belgio (bandiera)      | G     | Quentin Serron        |  | 190  |  |
|    | Stati Uniti (bandiera) | C     | Jared Berggren        |  | 208  |  |
|    | Belgio (bandiera)      | AG    | Pierre-Antoine Gillet |  | 206  |  |
|    | Belgio (bandiera)      | G     | Jean Salumu           |  | 192  |  |
|    | Belgio (bandiera)      | C     | Khalid Boukichou      |  | 206  |  |
|    | Serbia (bandiera)      | AG    | Aleksandar Marelja    |  | 207  |  |
|    | Stati Uniti (bandiera) | AP    | J.P. Prince           |  | 203  |  |
|    | Belgio (bandiera)      | P     | Niels Marnegrave      |  | 191  |  |
|    | Croazia (bandiera)     | All.  | Dario Gjergja         |  |      |  |